# 布里奇沃特
布里奇沃特（Bridgwater）是英格蘭索美塞特郡的一個城鎮和民政教區，是賽德默爾區的行政中心和一個工業中心。據2011年人口普查，布里奇沃特有人口35,886人。

## 友好城市
- 法國 拉西奥塔